# Монтелеоне Рока Дория
Монтелео̀не Ро̀ка До̀рия (на италиански: Monteleone Rocca Doria; на сардински: Monteleone, Монтелеоне) е село и община в Южна Италия, провинция Сасари, автономен регион и остров Сардиния. Разположено е на 368 m надморска височина. Населението на общината е 126 души (към 2010 г.).